# Rosthuvad apalis
Rosthuvad apalis (Apalis chapini) är en fågel i familjen cistikolor inom ordningen tättingar.

## Utbredning och systematik
Rosthuvad apalis delas in i två underarter:
- A. c.  strausae – förekommer i sydvästra Tanzania, nordöstra Zambia och västra Malawi
- A. c. chapini – förekommer i bergsskogarna i östra Tanzania (Uluguru Mountains)

## Status
IUCN kategoriserar arten som livskraftig.

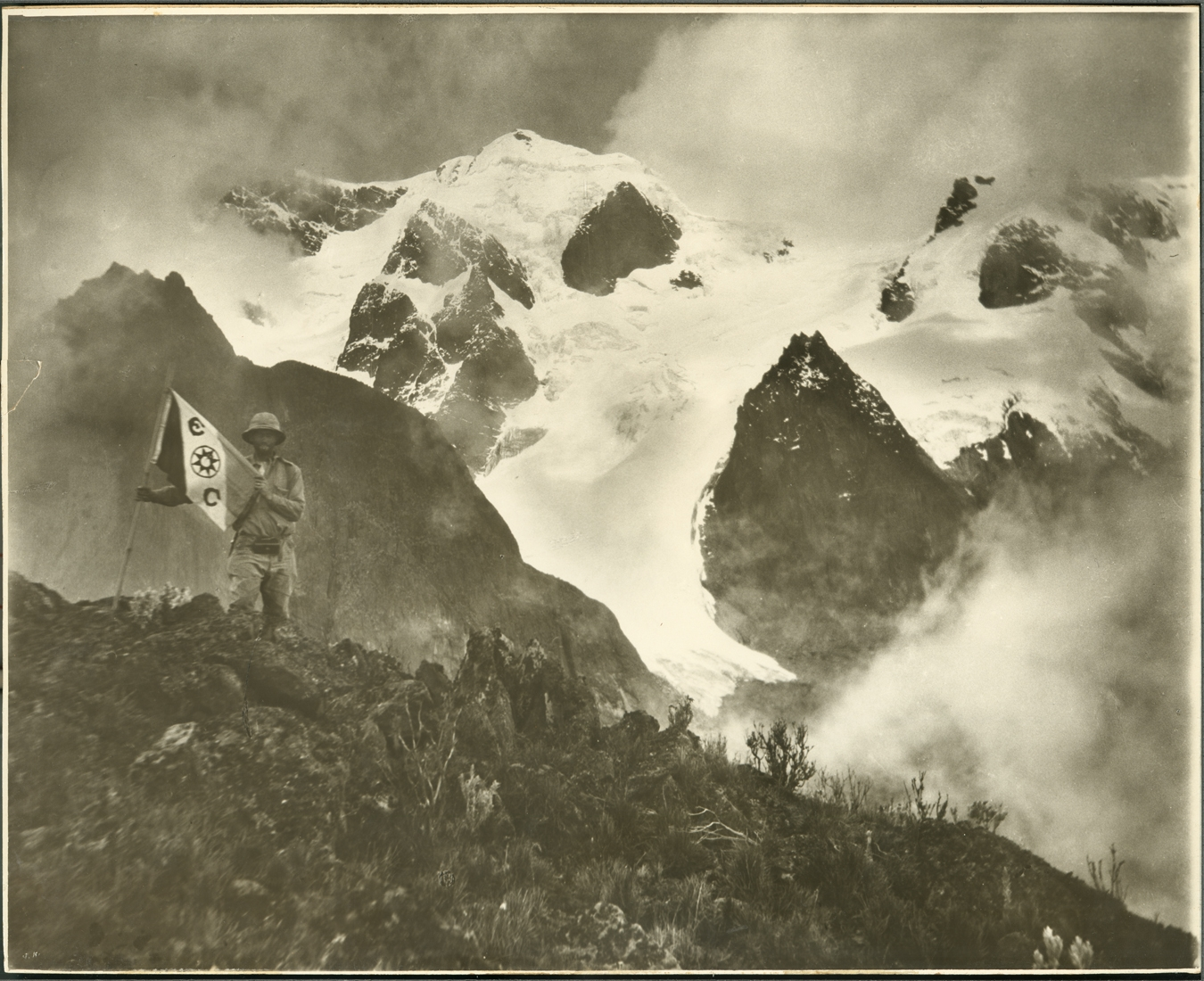
Fågeln är uppkallad efter James Paul Chapin, här under en expedition till Ruwenzoribergen.

## Namn
Fågelns vetenskapliga namn är en hyllning till den amerikanska ornitologen, konstnären och samlaren James Paul Chapin (1889-1964). Tidigare kallades den chapinapalis även på svenska, men tilldelades 2024 ett mer informativt namn av BirdLife Sveriges taxonomikommitté.